# Konsztantyin tveri fejedelem
Konsztantyin Mihajlovics (oroszul Константин Михайлович), (1306 – 1345) Tver fejedelme 1328-tól 1338-ig, majd 1339-től haláláig és dorogobuzsi részfejedelem.

## Első fejedelemsége
Konsztantyin a harmadik fia volt Mihail Jaroszlavics tveri hercegnek és vlagyimiri nagyfejedelemnek, valamint feleségének, Anna Kasinszkajának. A krónikákban először 1318-ban említik amikor apja helyett túszként küldték az Arany Hordához. Apja kivégzése után (a tatár kán nővérének megmérgezésével vádolták) Jurij Danyilovics moszkvai fejedelem fogságában volt. Dmitrij bátyja, az új tveri fejedelem 18 000 rubelért kiváltotta és 1320-ban Jurij lányát, Szofját vette el feleségül.
1327-ben Tverben zavargások törtek ki a tatárok ellen és minden tatárt megöltek a városban, beleértve Csolhánt, a Horda követét, aki Üzbég kán unokatestvére volt.  A fejedelmi család a kán bosszújától tartva elmenekült, Konsztantyin Vaszilij öccsével együtt Ladogába futott. A tatárok büntetőhadjáratának elvonultával visszatértek az kifosztott Tverbe. 
A felkelésért és a kán rokonának megöléséért Konsztantyin bátyját Alekszandert, az akkori fejedelmet tartották felelősnek, ezért ő nem is tért vissza, hanem Litvániában, utána pedig Pszkovban élt száműzetésben. Helyette a kán Konsztantyinnak adta a fejedelmi felhatalmazást (jarlikot). Konsztantyin minden tekintetben alá volt vetve a tatár szövetséges Iván Kalita moszkvai fejedelemnek, aki a büntetőexpedícióban is tevékeny részt vállalt. Konsztatyin minden erejét az elpusztított hercegség helyreállítására és újjáépítésére áldozta, külső harcokra a szomszédos fejedelemségekkel nem volt képes. 

## Második fejedelemsége
1338-ban a kán megbocsátott Alekszandrnak és visszaültette a tveri trónra, amit Konsztantyin tiltakozás nélkül elfogadott. Két évvel később Iván Kalita ármánykodásának következtében a kán kivégeztette Alekszandert és legidősebb fiát. Konsztantyin visszakerült a hercegség élére, de a moszkvai függés, amiből bátyja kiszabadult, most újból visszatért. Iván Kalita még a legnagyobb tveri templom, a Szpaszo-Preobrazsenszkij nagyharangját is Moszkvába vitette. Az alárendelt viszony Iván 1340-es halála után, Szimeon fia idejében is megmaradt. 

## Halála
1345-ben az örökösödést érintő konfliktus támadt Konsztantyin Mihajlovics és unokaöccse, Vszevolod (Alekszandr legidősebb életben lévő fia) között. Vszevolod Moszkvába távozott, majd a kánhoz fordult. Konsztantyin is a kán udvarába utazott, de ott még azelőtt meghalt, hogy a kán fogadta volna őket. Utóda Tver tróján Vszevolod lett. 

## Családja
Első házasságából (Szofja Jurijevna moszkvai hercegnővel) két fia született:
- Szimeon (?–1365) belogorodoki részfejedelem
- Jeremej (?–1372) dorogobuzsi részfejedelem

Szofja halála után Konsztantyin egy Jevdokija nevű nőt vett feleségül.

## Külső hivatkozások (orosz nyelven)
- Проект «Генеалогия» - Тверские великие князья
- Соловьёв С. М. История России с древнейших времен Archiválva 2019. augusztus 24-i dátummal a Wayback Machine-ben

## Fordítás
- Ez a szócikk részben vagy egészben  a(z)   Константин Михайлович) című orosz Wikipédia-szócikk ezen változatának fordításán alapul.  Az eredeti cikk szerkesztőit annak laptörténete sorolja fel. Ez a jelzés csupán a megfogalmazás eredetét és a szerzői jogokat jelzi, nem szolgál a cikkben szereplő információk forrásmegjelöléseként.